# Торф тростинний
Торф тростинний (рос. торф тростниковый, англ. reedgrass peat; нім. Schilftorf m) — вид торфу низинного, що містить серед рослинних залишків без урахування гумусу не менше 70 % частинок трав'янистих рослин, серед яких переважає тростина, і до 10 % частинок деревних рослин. Торфові поклади з Т.т. поширені в заплавних родовищах лісостепової зони Європи і родов. Зах. Сибіру. Частіше складає придонні шари низинних покладів, потужність прошарків 0,3-0,7 м. На заплавних торфових родов. потужність 1-1,5 м і більше. Якісні характеристики (%): ступінь розкладання 25-40, вологість 89-92, зольність 10-18 і більше. Поклади часто містять сильно мінералізовані прошарки. Розробляються фрезерним способом для виробництва торфомінеральних добрив.

## Інші види торфу
| - Фускум-торф - Фрезерний торф - Магелланікум-торф - торф вербовий - торф верховий - торф гіпновий | - торф деревний - торф деревно-моховий - торф деревно-трав'яний - торф мезотрофний - торф моховий - торф низинний - торф перехідний | - торф похований - торф сфагновий - торф трав'яний - торф тростинний - торф хвощевий - торф шейхцерієвий - торф ялинковий |